# Tommy Haas
Thomas Mario Haas (ur. 3 kwietnia 1978 w Hamburgu) – niemiecki tenisista, posiadający także obywatelstwo amerykańskie, reprezentant w Pucharze Davisa, srebrny medalista igrzysk olimpijskich w Sydney (2000) w grze pojedynczej.

## Kariera tenisowa
Jest wychowankiem szkoły tenisowej Nicka Bollettieriego w Bradenton na Florydzie, dokąd przeniósł się z Niemiec w wieku 13 lat bez znajomości angielskiego, i gdzie wciąż mieszka.
Status zawodowego tenisisty przyjął w roku 1996, natomiast w marcu 2018 w Indian Wells poinformował o zakończeniu zawodowych startów.
W swojej karierze wygrał 15 turniejów rangi ATP World Tour oraz osiągnął 13 finałów. Na igrzyskach olimpijskich w Sydney (2000) zdobył srebrny medal w grze pojedynczej w finale ponosząc porażkę z Jewgienijem Kafielnikowem. Dochodził w każdym z wielkoszlemowych turniejów co najmniej do ćwierćfinału. Najwyższą pozycję w rankingu – nr 2. – osiągnął 13 maja 2002.
Startując w konkurencji gry podwójnej został zwycięzcą 1 turnieju rangi ATP World Tour. W rankingu deblowym 3 lutego 2014 był najwyżej na pozycji nr 82.
Od 1998 roku Haas jest reprezentantem Niemiec w Pucharze Davisa. W 2007 awansował razem z reprezentacją do półfinału, w którym Niemcy przegrali 2:3 Rosją. Haas wystąpił w 1 przegranym meczu singlowym. Miał jednak znaczący wkład w awans do tej rundy po wcześniejszych zwycięstwach w stosunku 3:2 z Chorwacją i Belgią. Po raz ostatni w turnieju o Puchar Davisa wystartował w 2014 roku.
Kariera niemieckiego tenisisty wielokrotnie przerywana była kontuzjami. Cały sezon 2003 stracił na rzecz problemów z ramieniem. W 2010 przeszedł operację biodra i ramienia przez co powrócił na korty w maju 2011. Po raz kolejny operację ramienia przeszedł w 2014 roku, a powrócił do gry w czerwcu 2015. W kwietniu 2016 Haasowi zoperowano palec u nogi i przez pół roku nie wyszedł na kort.
W latach 2004 i 2012 otrzymał nagrodę ATP w kategorii Powrót roku (ATP Comeback Player of the Year).
Tommy Haas był wszechstronnym tenisistą, którego styl gry pasował do każdej nawierzchni. Prezentował klasyczny jednoręczny bekhend. Nick Bollettieri stwierdził, że uderzenie to jest jednym z najlepszych w całym męskim tenisie.
W czerwcu 2016 został dyrektorem turnieju BNP Paribas Open rozgrywanego w Indian Wells.

### Finały w turniejach ATP World Tour
| Legenda                                      |
| -------------------------------------------- |
| Wielki Szlem                                 |
| Igrzyska olimpijskie                         |
| Tennis Masters Cup / ATP Finals              |
| ATP Masters Series / ATP Tour Masters 1000   |
| ATP International Series Gold / ATP Tour 500 |
| ATP International Series / ATP Tour 250      |

#### Gra pojedyncza (15–13)
| Końcowy wynik | Nr  | Data                 | Turniej      | Nawierzchnia    | Przeciwnik            | Wynik finału                  |
| ------------- | --- | -------------------- | ------------ | --------------- | --------------------- | ----------------------------- |
| Finalista     | 1.  | 20 października 1997 | Lyon         | Dywanowa (hala) | Fabrice Santoro       | 4:6, 4:6                      |
| Finalista     | 2.  | 26 października 1998 | Lyon         | Dywanowa (hala) | Àlex Corretja         | 6:2, 6:7(6), 1:6              |
| Finalista     | 3.  | 18 stycznia 1999     | Auckland     | Twarda          | Sjeng Schalken        | 4:6, 4:6                      |
| Zwycięzca     | 1.  | 21 lutego 1999       | Memphis      | Twarda (hala)   | Jim Courier           | 6:4, 6:1                      |
| Finalista     | 4.  | 25 lipca 1999        | Stuttgart    | Ceglana         | Magnus Norman         | 7:6(6), 6:4, 6:7(7), 0:6, 3:6 |
| Finalista     | 5.  | 3 października 1999  | Monachium    | Twarda (hala)   | Greg Rusedski         | 3:6, 4:6, 7:6(5), 6:7(5)      |
| Finalista     | 6.  | 8 maja 2000          | Monachium    | Ceglana         | Franco Squillari      | 4:6, 4:6                      |
| Finalista     | 7.  | 25 września 2000     | Sydney       | Twarda          | Jewgienij Kafielnikow | 6:7(4), 6:3, 2:6, 6:4, 3:6    |
| Finalista     | 8.  | 17 października 2000 | Wiedeń       | Twarda (hala)   | Tim Henman            | 4:6, 4:6, 4:6                 |
| Zwycięzca     | 2.  | 7 stycznia 2001      | Adelaide     | Twarda          | Nicolás Massú         | 6:3, 6:1                      |
| Zwycięzca     | 3.  | 26 sierpnia 2001     | Long Island  | Twarda          | Pete Sampras          | 6:3, 3:6, 6:2                 |
| Zwycięzca     | 4.  | 14 października 2001 | Wiedeń       | Twarda (hala)   | Guillermo Cañas       | 6:2, 7:6(6), 6:4              |
| Zwycięzca     | 5.  | 21 października 2001 | Stuttgart    | Twarda (hala)   | Maks Mirny            | 6:2, 6:2, 6:2                 |
| Finalista     | 9.  | 12 maja 2002         | Rzym         | Ceglana         | Andre Agassi          | 3:6, 3:6, 0:6                 |
| Zwycięzca     | 6.  | 18 kwietnia 2004     | Houston      | Ceglana         | Andy Roddick          | 6:3, 6:4                      |
| Zwycięzca     | 7.  | 18 lipca 2004        | Los Angeles  | Twarda          | Nicolas Kiefer        | 7:6(6), 6:4                   |
| Zwycięzca     | 8.  | 5 lutego 2006        | Delray Beach | Twarda          | Xavier Malisse        | 6:3, 3:6, 7:6(5)              |
| Zwycięzca     | 9.  | 26 lutego 2006       | Memphis      | Twarda (hala)   | Robin Söderling       | 6:3, 6:2                      |
| Zwycięzca     | 10. | 30 lipca 2006        | Los Angeles  | Twarda          | Dmitrij Tursunow      | 4:6, 7:5, 6:3                 |
| Zwycięzca     | 11. | 25 lutego 2007       | Memphis      | Twarda (hala)   | Andy Roddick          | 6:3, 6:2                      |
| Zwycięzca     | 12. | 14 czerwca 2009      | Halle        | Trawiasta       | Novak Đoković         | 6:3, 6:7(4), 6:1              |
| Zwycięzca     | 13. | 17 czerwca 2012      | Halle        | Trawiasta       | Roger Federer         | 7:6(5), 6:4                   |
| Finalista     | 10. | 22 lipca 2012        | Hamburg      | Ceglana         | Juan Mónaco           | 5:7, 4:6                      |
| Finalista     | 11. | 5 sierpnia 2012      | Waszyngton   | Twarda          | Ołeksandr Dołhopołow  | 7:6(7), 4:6, 1:6              |
| Finalista     | 12. | 17 lutego 2013       | San Jose     | Twarda (hala)   | Milos Raonic          | 4:6, 3:6                      |
| Zwycięzca     | 14. | 5 maja 2013          | Monachium    | Ceglana         | Philipp Kohlschreiber | 6:3, 7:6(3)                   |
| Zwycięzca     | 15. | 20 października 2013 | Wiedeń       | Twarda (hala)   | Robin Haase           | 6:3, 4:6, 6:4                 |
| Finalista     | 13. | 9 lutego 2014        | Zagrzeb      | Twarda (hala)   | Marin Čilić           | 3:6, 4:6                      |

#### Gra podwójna (1–0)
| Końcowy wynik | Nr | Data           | Turniej  | Nawierzchnia  | Partner        | Przeciwnicy                   | Wynik finału |
| ------------- | -- | -------------- | -------- | ------------- | -------------- | ----------------------------- | ------------ |
| Zwycięzca     | 1. | 15 lutego 2009 | San Jose | Twarda (hala) | Radek Štěpánek | Rohan Bopanna Jarkko Nieminen | 6:2, 6:3     |